# Dark (киберспортсмен)
Пак Риюнг У (кор. 박령우, род. 6 октября 1995, Республика Корея), более известный под своим никнеймом Dark, — корейский профессиональный игрок в StarCraft II, играющий за расу зергов и выступающий за команду Dragon Phoenix Gaming с 2019 года. Чемпион мира 2019 года и серебряный призёр чемпионата мира 2016 года, а также победитель StarCraft II StarLeague и Global StarCraft II League в 2016 и 2019 годах соответственно. По состоянию на середину 2022 года, за свою карьеру Dark заработал более 900 000 долларов призовых.

## Биография
Отец Пака был большим любителем компьютерных игр, поэтому у Dark был доступ к компьютеру с начальной школы. Со StarCraft Dark познакомился в компьютерном клубе и начал в него играть. Затем он увидел матч профессиональных игроков по телевизору, который произвёл на него огромное впечатление и зародил мечту стать киберспортсменом. Его первой профессиональной игрой стал матч против Чан «MC» Мин Чхоля в составе команды SlayerS на Global StarCraft II Team League.
Когда команда SlayerS распалась и Лим «BoxeR» Ё Хван стал тренером SK Telecom T1, он пригласил в новую команду всего двух игроков из старого состава: одним из них стал Dark, а вторым — Чхве «Brown» Мин Су. В конце 2014 — начале 2015 года Пак начал достигать первых серьёзных результатов. В 2015 году Dark дважды дошёл до финалов KeSPA Cup, однако проиграл О «soO» Юн Су и Ким «herO» Джун Ху соответственно, оставшись на втором месте. После выхода Legacy of the Void, уровень игры Dark вырос ещё сильнее. В 2016 году он одержал победу в первом сезоне StarCraft II StarLeague, обыграв в финале Кан «Solar» Мин Су со счётом 4:2, а в 2019 году — во втором сезоне Global StarCraft II League, где обыграл в финале Чо «Trap» Сон Хо.
В 2019 году Dark выиграл чемпионат мира, обыграв в финале Риккардо «Reynor» Ромити со счётом 4:1, который в полуфинале обыграл действующего чемпиона мира, Йоону «Serral» Соталу.

## Признание
В 2017 году Dark получил неформальную награду Nestea Award, названную в честь Лим «NesTea» Джэ Дока, выдающуюся за десять попаданий на GSL Code S подряд.

## Достижения
- IEM Season IX — World Championship (3—4 место)
- GiGA internet 2015 KeSPA Cup Season 1 (2 место)[3]
- LOTTE Homeshopping 2015 KeSPA Cup Season 2 (2 место)[3]
- 2016 StarCraft II StarLeague Season 1: Main Event (1 место)[4]
- 2016 WCS Korea Season 1 Cross Finals (2 место)
- 2016 StarCraft II StarLeague Season 2: Main Event (2 место)[8]
- 2016 WCS Korea Season 2 Cross Finals (1 место)
- 2016 WCS Global Playoffs and Finals (2 место)[9]
- IEM Season XI — Gyeonggi (3—4 место)
- IEM Season XI — World Championship (3—4 место)
- 2017 Global StarCraft II League Season 3: Code S (3—4 место)[10]
- 2017 StarCraft II StarLeague Season 2 — Premier (2 место)[11]
- 2017 AfreecaTV GSL Super Tournament 2 (3—4 место)
- World Electronic Sports Games 2017 (2 место)
- 2018 Global StarCraft II League Season 1: Code S (3—4 место)[12]
- 2018 AfreecaTV GSL Super Tournament 1 (2 место)
- 2018 GSL vs the World (3—4 место)
- 2018 AfreecaTV GSL Super Tournament 2 (3—4 место)
- IEM Season XIII — Katowice (3—4 место)
- 2019 Global StarCraft II League Season 1: Code S (3—4 место)[13]
- 2019 Global StarCraft II League Season 2: Code S (1 место)[5]
- 2019 Global StarCraft II League Season 3: Code S (3—4 место)[14]
- 2019 AfreecaTV GSL Super Tournament 2 (1 место)
- 2019 WCS Global Finals (1 место)[6]
- 2020 AfreecaTV GSL Super Tournament 1 (2 место)
- TeamLiquid StarLeague 6 (1 место)
- 2021 Global StarCraft II League Season 2 (1 место)
- NeXT 2021 S2 — SC2 Masters (4 место)
- 2022 AfreecaTV GSL Super Tournament 1 (2 место)
- 2022 Global StarCraft II League Season 1: Code S (3—4 место)
- Esports World Cup 2024 (3—4 место)[15]